# Tsieliajany
Tsieliajany o Telejany (bielorruso: Целяха́ны; ruso: Телеха́ны; polaco: Telechany; yidis: טעלעכאן) es un asentamiento de tipo urbano de Bielorrusia perteneciente al raión de Ivatsévichy en la provincia de Brest. Dentro del raión, es sede administrativa del consejo rural homónimo sin formar parte del mismo.
En 2017, la localidad tenía una población de 3985 habitantes.
Se conoce la existencia de la localidad desde el siglo XVI, cuando era un pequeño pueblo del Gran Ducado de Lituania. En 1775, Michał Kazimierz Ogiński fundó aquí una fábrica de loza junto al canal fluvial que impulsó en la zona. En la partición de 1793, el pueblo pasó a formar parte del Imperio ruso, regresando a control polaco en 1921. En 1939 se integró en la RSS de Bielorrusia, que en 1956 le dio el estatus de asentamiento de tipo urbano.
Se ubica a medio camino entre Ivatsévichy y Pinsk sobre la carretera P6.